# Distonija
Distonija je nevoljni pokret, koji se karakteriše produženom mišićnom kontrakcijom koja dovodi do uvrtanja, repetitivnih pokreta ili abnormalnog položaja koji je rezultat kontrakcije agonističkih i antagonističkih mišića. Reč distonija je kovanica grčkog porekla, nastala je od reči: dys — abnormalni i tonia — tonus, iako tonus nije uvek abnormalan kod pojave distonije.
U većini slučajeva distonija se ne može kompletno eliminisati i iz tog razloga ciljevi terapije su usmereni na odredjene simptome i funkcionalna poboljšanja. U dečjem uzrastu ona može voditi u doživotni invaliditet i predstavlja veliki izazov u rehabilitaciji. Kako je glavni cilj rehabilitacije poboljšanje funkcionalnosti pacijenta, neophodan je multidisciplinarni pristup distoniji.
Kako često pacijenti dugo žive s distonijom i simptomima koji utiču na kvalitet njihova života pre nego se sama bolest dijagnostikuje. Prosečno prođe 4-6 godina, a u međuvremenu se pacijenti sa distonijom neretko proglašavaju i psihijatrijskim bolesnicima. Nakon postavljanja konačne dijagnoze pacijentu kroz rad u savetovalištu, treba obijasniti prirodu njegove bolest i sve terapijske mogućnosti i time uskladiti ishod lečenja s očekivanjima pacijenta.

## Opšte informacije
Distonija je poremećaj pokreta koji se karakteriše nevoljnim neprekidnim ili ponavljanim mišićnim kontrakcijama koje dovode do abnormalnih, ponavljajućih kretnji i položaja tela.
Svrstava se u hiperkinetičke poremećaje pokreta koji se izvode po karakterističnim obrascima (zahvaćaju iste grupe mišića) i ponekad mogu biti praćeni tremorom. Voljno započeta radnja se smatra okidačem, jer rezultuje prelivajućom aktivacijom mišića. U nekim slučajevima radi se o nevoljnim, istovremenim kontrakcijama agonističkih i antagonističkih mišića. Ti pokreti mogu biti brzi ili spori i promjenjivi tokom različitih radnji, a u uznapredovalim stadijumima dovode i do potpune fiksacije zahvaćenog dwla tela.
Genetski doprinos razvoju distonije prepoznat je već dugi niz godina, ali tek su nedavno identifikovani neki hromozomski lokusi i geni koji su uključeni u distoniju, kako bi molekularni mehanizmi koji su uključeni u njenu pojavu mogli početi da se razjašnjavaju. Nakon nekoliko pregleda genetike distonije (npr. Muller et al., 1998; Varner i Jarman, 1998; Thiagarajan, 1999), u poslednjih nekoliko godina došlo je do daljeg napretka u razumevanju genetskih i molekularnih mehanizama koji stoje u osnovi različitih formi distonije.

## Etiopatogeneza
Patogeneza distonije je veoma složena i još uvijek nije do kraja objašnjena. Zahvaljujući razvitku moderne tehnologije, danas postoji nekoliko objašnjenja nastanka različitih tipova distonije. Jedan od istraživanih mehanizama su genetske mutacije, među kojima su najčešće DYT1, DYT3, DYT6-distonija.
Osim toga, distonija se povezuju se i s određenom disfunkcijom bazalnih ganglija u kojoj dolazi do redukcije inhibitorne funkcije paliduma na talamus, što rezultuje preteranom aktivnošću u premotornom delu moždane kore.
Takođe, distonija se povezuje i sa degeneracijom maloga mozga odnosno patološkim cerebelotalamo-kortikalnim putevima.
U patogenezu distonija često spadaju i:
- disfunkcija neurotransmitera (dopamin, acetilkolin, GABA),
- disfunkcija jonskih kanala,
- disfunkcija intracelularne signalizacije.[11]

## Klasifikacija
Klasifikacije distonija predložene su sa ciljem da se njihovom stematizacijom omogući kvalitetnija, primena dijagnostičkih testova, koji treba da omoguće postavljanje što tačnija dijagnoze. Sa druge strane, postojala je potreba za klasifikacijom zasnovanoj na trenutnim biološkim saznanjima o distonijama, između ostalog, i zbog budućih naučnih istraživanja.
Polazeći od navedenih činjenica Međunarodni komitet za poremećaje kretanja u 2013. godine predložio je podelu distonija na dve velike grupe: distonije prema kliničkim karakteristikama, distonije prema etiologiji.

### Klasifikacija distonija prema kliničkim karakteristikama
Ova klasifikacija zasniva se na kliničkim karakteristikama distonija i uključuje podelu prema: vremenu početka bolesti,
anatomskoj lokalizaciji distonije, vremenskom obrascu pojavljivanja, distonije sa udruženim znacima i simptomima.

#### Distonije prema vremenu početka bolesti
Prema vremenu početka bolesti postoje četiri različita obrasca pojavljivanja simptoma, a to su:
Perzistentni oblik — simptomi su uglavnom jednakog intenziteta tokom dana
Akcija-specifični oblik — simptomi se javljaju samo kod neke određene radnje
Diurnalni oblik — postoje dnevne oscilacije simptoma
Paroksizmalni oblik — simptomi su pokrenuti određenim okidačem, a između napada je normalni neurološki status
Vremenski obrazac pojavljivanja simptoma distonije je značajan zbog lakšeg dijagnostikovanja i izbora najefikasnije terapije.

#### Distonije prema anatomskoj lokalizaciji
Ovakva podela distonija je bitna zbog različitih dijagnostičkih i terapijskih smernica, i ona prema anatomskoj lokalizaciji deli ovu bolest na pet podgrupa:
Fokalna distonija
Fokalnu distoniju karakterišu nevoljni pokreti sa produženom mišićnom kontrakcijom koja dovodi do uvrtanja, repetitivnih pokreta ili abnormalnog položaja koji je rezultat kontrakcije agonističkih i antagonističkih mišića. Za razliku od generalizovane distonije fokalna distonija zahvata samo jednu regiju tela.
Segmentalna distonija
Segmentalna distonija se karakteriše po tome što zahvati dve ili više susednih regija - i najčešće je kranijalna i bibrahijalna distonija. Kod kranijalne distonije postoji blefarospazam i oromandibularna
distonija i ona nosi naziv i Meigeovim sindromom, a kad se grč tokom pisanja proširi sa dominantne ruke na drugu naziva se bibrahijalna distonija.
Multifokalna distonija
Multifokalna distonija zahvaća dve ili više regija tela koje nisu susedne. Multifokalna kao i segmentalna distonija najčešće ne izaziva promene na nogama.
Hemidistonija
Kod hemidistonije je zahvaćeno više delova tela, ali samo sa jedne strane tela. Najčešće nastaje zbog stečene lezije kontralateralne hemisfere mozga nakon moždanog udara, povreda glave, tumora, porođajnih trauma i mnogih drugih uzroka.
Kod ove distonije može, ali i ne mora da postoji dug period između nastanka lezije i razvoja simptoma. Najduži
takav period je uglavnom kod povreda glave ili perinatalne povrede.
Generalizovana distonija
Kod ove distonije bolešću je zahvaćen trup i još najmanje dva segmenta tela. Međutim najbitnija karakteristika
generalizovanih distonija je da ona najčešće zahvata trup.

### Distonije prema vremenskom obrascu pojavljivanja
Postoje četiri različita obrasca javljanja simptoma kod ove distonije, a to su:
- Perzistentni simptomi koji su uglavnom jednakog intenziteta tokom čitavog dana
- Specifična akcija sa simptomima koji se javljaju samo kod neke određene radnje
- Diurnalni simptomi koji se karakterišu dnevnom oscilacijom simptoma
- Paroksizmalni simptomi koji su pokrenuti određenim okidačem, a između napada vlada normalni neurološki status.

Vremenski obrazac pojavljivanja simptoma distonije je bitan zbog lakšeg dijagnostikovanja i izbora terapije.

#### Distonije sa udruženim znacima i simptomima
Ona je korisna za prognozu bolesti i najbolji odabir metoda lečenja.

### Klasifikacija distonija prema etiologiji
Etiološka klasifikacija distonija, kao što im i sam naziv govori vrši razvrstavanje prema poreklu i uzroku i i ma za cilj da doprinese lakšem razumijevanju i boljem pristupu samoj bolesti.
Najnovija etiološka klasifikacija distonija klasifikuje distonije na: distonije prema patologiji nervnog sistema, nasledne distonije, stečene i idiopatske distonije.

#### Distonija prema patologiji nervnog sistema
Ukoliko je distonija nastala kao posledica patologije nervnog sistema ona može biti:
- Degenerativna lezija — kao posledica progresivnog strukturnog odstupanja (npr gubitak neurona).
- Statička lezija — kao posledica neprogresivne razvojne anomalije i stečene lezije.
- Distonija bet dokaza degeneracije ili strukturne lezije.

#### Nasledna distonija
Nasledne distonije su posledica genetske mutacije i mogu biti nasleđene autosomno dominantno (AD), autosomno recesivno (AR), X-vezano ili mitohondrijski.
| Oznaka | OMIM     | Gen                     | Lokacija           | Naziv                                                                                           |
| ------ | -------- | ----------------------- | ------------------ | ----------------------------------------------------------------------------------------------- |
| DYT1   | 128100   | TOR1A                   | 9q34               | Torzijska distonija u ranom nastajanju                                                          |
| DYT2   | 224500   | HPCA                    | 1p35-p34.2         | Autosomno recesivna primarna izolovana distonija                                                |
| DYT3   | 314250   | TAF1                    | Xq13               | X-povezana distonija-parkinsonizam                                                              |
| DYT4   | 128101   | TUBB4                   | 19p13.12-13        | Autosomno dominantna šapućuća distonija                                                         |
| DYT5a  | 128230   | GCH1                    | 14q22.1-q22.2      | Autosomna dominantna distonija koja reaguje na dopamin                                          |
| DYT5b  | 191290   | TH                      | 11p15.5            | Autosomno recesivna distonija koja reaguje na dopamin                                           |
| DYT6   | 602629   | THAP1                   | 8p11.21            | Autosomno dominantna distonija sa kranio-cervikalnom sklonošću                                  |
| DYT7   | 602124   | nepoznat                | 18p (questionable) | Autosomno dominantna žarišta cervikalna distonija                                               |
| DYT8   | 118800   | MR1                     | 2q35               | Paroksizmalna nekinezijska diskinezija                                                          |
| DYT9   | 601042   | SLC2A1                  | 1p35-p31.3         | Epizodna horeoatetoza / spastičnost (poznata je kao sinonim za DIT18)                           |
| DYT10  | 128200   | PRRT2                   | 16p11.2-q12.1      | Paroksizmalna kinezigena diskinezija                                                            |
| DYT11  | 159900   | SGCE                    | 7q21               | Mioklonička distonija                                                                           |
| DYT12  | 128235   | ATP1A3                  | 19q12-q13.2        | Parkinsonizam brzog nastanka distonije i naizmenična hemiplegija iz detinjstva                  |
| DYT13  | 607671   | nepoznat, blizu D1S2667 | 1p36.32-p36.13     | Autosomno dominantna kranio-cervikalna / distonija gornjih udova u jednoj italijanskoj porodici |
| DYT14  | See DYT5 |                         |                    |                                                                                                 |
| DYT15  | 607488   | nepoznat                | 18p11              | Mioklonska distonija koja nije povezan sa mutacijama SGCE                                       |
| DYT16  | 612067   | PRKRA                   | 2q31.3             | Autosomno recesivni parkinsonična distonije kod mladih                                          |
| DYT17  | 612406   | nepoznat, blizu D20S107 | 20p11.2-q13.12     | Autosomno recesivna distonija u jednoj porodici                                                 |
| DYT18  | 612126   | SLC2A1                  | 1p35-p31.3         | Diskinezija izazvana vežbanjem                                                                  |
| DYT19  | 611031   | verovatno PRRT2         | 16q13-q22.1        | Epizodna kinezigena diskinezija 2, verovatno sinonim za DYT10                                   |
| DYT20  | 611147   | nepoznat                | 2q31               | Paroksizmalna nekinezijska diskinezija 2                                                        |
| DYT21  | 614588   | nepoznat                | 2q14.3-q21.3       | Torzijska distonija kasnog nastanka                                                             |
| DYT24  | 610110   | ANO3                    | 11p14.2            | Autosomno dominantna kranio-cervikalna distonija sa izraženim tremorom                          |

#### Stečena distonija
Za stečenu distoniju najčešće se zna tačan uzrok, kojih može biti mnogo. Neki od njih su:
- perinatalna povreda, koja može dovesti do distoničke cerebralne paralize ili odložene distonije,
- razne infekcije (virusni encefalitis, subakutni sklerozirajući panencefalitis, HIV itd.),
- lekovi (levodopa i agonisti dopamina, neuroleptici, antikonvulzivi, blokatori kalcijumovih kanala),
- toksini (kobalt, ugljeni disulfid, metanol, disulfiram itd.),
- vaskularni uzroci (ishemija, hemoragija, AV malformacije),
- neoplastički (tumor mozga, paraneoplastički encefalitis),
- povred mozga,
- određeni funkcionalni psihogeni uzroci.[14]

#### Idiopatska distonija
Idiopatske distonije mogu biti sporadične ili porodične. Puno slučajeva fokalnih ili segmentalnih izolovanih distonija spada u ovu kategoriju.

## Terapija
Lečenje distonija, posebno onih u dečjem uzrastu predstavlja veliki izazov i potrebna su dalja
istraživanja kako bi se otkrile najbolje kombinacije različitih terapija koje će dovesti do
zadovoljavajućih funkcionalnih rezultata.
U terapiji distonija primenjuje se:
- Мedikamentozna terapija: oralno (levodopa, antiholinergici, baklofen, benzodiazepini, tizanidin, tetrabenazin) ili lokalno (botulin toksin).[2][15][23]
- Druge vrste terapija: duboka moždana stimulacija (deep brain stimulation-DBS), kao i neinvazivne tehnike: transkranijalna električna stimulacija (transcranial direct current stimulation-tDCS) i transkranijalna magnetna stimulacija (transcranial magnetic stimulation- TMS).[2][15]

## Prognoza
Kod većine pacijenata distonija se razvija tokom nekoliko meseci, nekada i godina. Posle tog perioda distonija se najčešće ne pogoršava.
Kod nekih pacijenata distonija se može proširiti sa jednog dela tela na drugi, ili se mogu javiti neki drugi poremećaji.

## Literatura
- Zech M, Boesch S, Jochim A, Weber S, Meindl T, Schormair B, Wieland T, Lunetta C, Sansone V, Messner M, Mueller J, Ceballos-Baumann A, Strom TM, Colombo R, Poewe W, Haslinger B, Winkelmann J (2017). „Clinical exome sequencing in early-onset generalized dystonia and large-scale resequencing follow-up”. Mov Disord. 32 (4): 549—59. PMID 27666935. doi:10.1002/mds.26808..
- Zech M, Boesch S, Maier EM, Borggraefe I, Vill K, Laccone F, Pilshofer V, Ceballos-Baumann A, Alhaddad B, Berutti R, Poewe W, Haack TB, Haslinger B, Strom TM, Winkelmann J (2016). „Haploinsufficiency of KMT2B, encoding the lysine-specific histone methyltransferase 2B, results in early-onset generalized dystonia”. Am J Hum Genet. 99 (6): 1377—87. PMID 27839873. doi:10.1016/j.ajhg.2016.10.010.
- Zimprich, A.; Grabowski, M.; Asmus, F.; Naumann, M.; Berg, D.; Bertram, M.; Scheidtmann, K.; Kern, P.; Winkelmann, J.; Müller-Myhsok, B.; Riedel, L.; Bauer, M.; Müller, T.; Castro, M.; Meitinger, T.; Strom, T. M.; Gasser, T. (2001). „Mutations in the gene encoding epsilon-sarcoglycan cause myoclonus-dystonia syndrome”. Nat Genet. 29 (1): 66—9. PMID 11528394. doi:10.1038/ng709..

## Spoljašnje veze
- Phenomenology and Classification of Dystonia: A Consensus Update (језик: енглески)

|  | Molimo Vas, obratite pažnju na važno upozorenje u vezi sa temama iz oblasti medicine (zdravlja). |